# Achille Legrand
Achille Philippe Cyprien Legrand (Blaregnies, 24 september 1831- Bergen, 19 februari 1897) was een Belgisch senator.

## Levensloop
Legrand was beroepshalve industrieel en leidde de Ateliers de Constructions Achille Legrand. Op de Wereldtentoonstelling van 1878 toonde hij door hem uitgevonden metalen langsliggers voor spoorwegen en vooral nuttig voor tramroutes. Hij fabriceerde locomotieven voor nauwe spoorbanen en leverde die in talrijke landen, onder meer in Congo, Rusland en Marokko. Hij leverde ook goederenwagons en personenwagons, sommige in luxueuze uitvoering.
Hij werd bijgestaan door zijn schoonzoon, ingenieur Louis Canon (1860-1940), die het bedrijf overnam als 'Ateliers Canon-Legrand'.
Legrand werd gemeenteraadslid en schepen in Bergen.
In 1892 werd hij liberaal senator voor het arrondissement Bergen en vervulde dit mandaat tot aan zijn dood.
Er is een Rue Achille Legrand in Bergen en een gemeenteschool draagt er zijn naam. Ook aan locomotieven, in zijn ateliers geproduceerd, werd zijn naam gegeven.